# Unité militaire d'urgence
L'unité militaire d'urgence (en espagnol : Unidad Militar de Emergencias), abrégée en UME, est un régiment des Forces armées espagnoles chargé d'intervenir rapidement en cas de catastrophe majeure sur le territoire national.

## Historique
La décision de créer l'Unité militaire d'urgence a été prise lors d'un Conseil des ministres de José Luis Rodríguez Zapatero, lors de son premier gouvernement, le 7 octobre 2005. Elle a été promulguée par le Real Decreto 416/2006 (Décret Royal 416/2006) du 11 avril 2006.

## Missions
1. Intervention lors de situations d'urgence ayant leur origine dans des risques naturels ; parmi ceux-ci figurent les inondations, les débordements, les tremblements de terre, les glissements de terrain, les grandes tempêtes de neige et d'autres conditions météorologiques défavorables.
2. Intervention contre les incendies de forêts.
3. Intervention lors d'urgences liées à des aléas technologiques ; parmi lesquels figurent les risques chimiques, nucléaires, radiologiques et biologiques
4. Intervention en cas d'urgence à la suite d'attaques terroristes ou d'actes illicites ou violents, y compris les actes contre des infrastructures critiques, des installations dangereuses ou avec des agents nucléaires, biologiques, radiologiques ou chimiques.
5. Intervention lors de situations de contamination environnementale.
6. Intervention lors de toute autre urgence jugée appropriée par le Premier ministre espagnol.

## Galerie

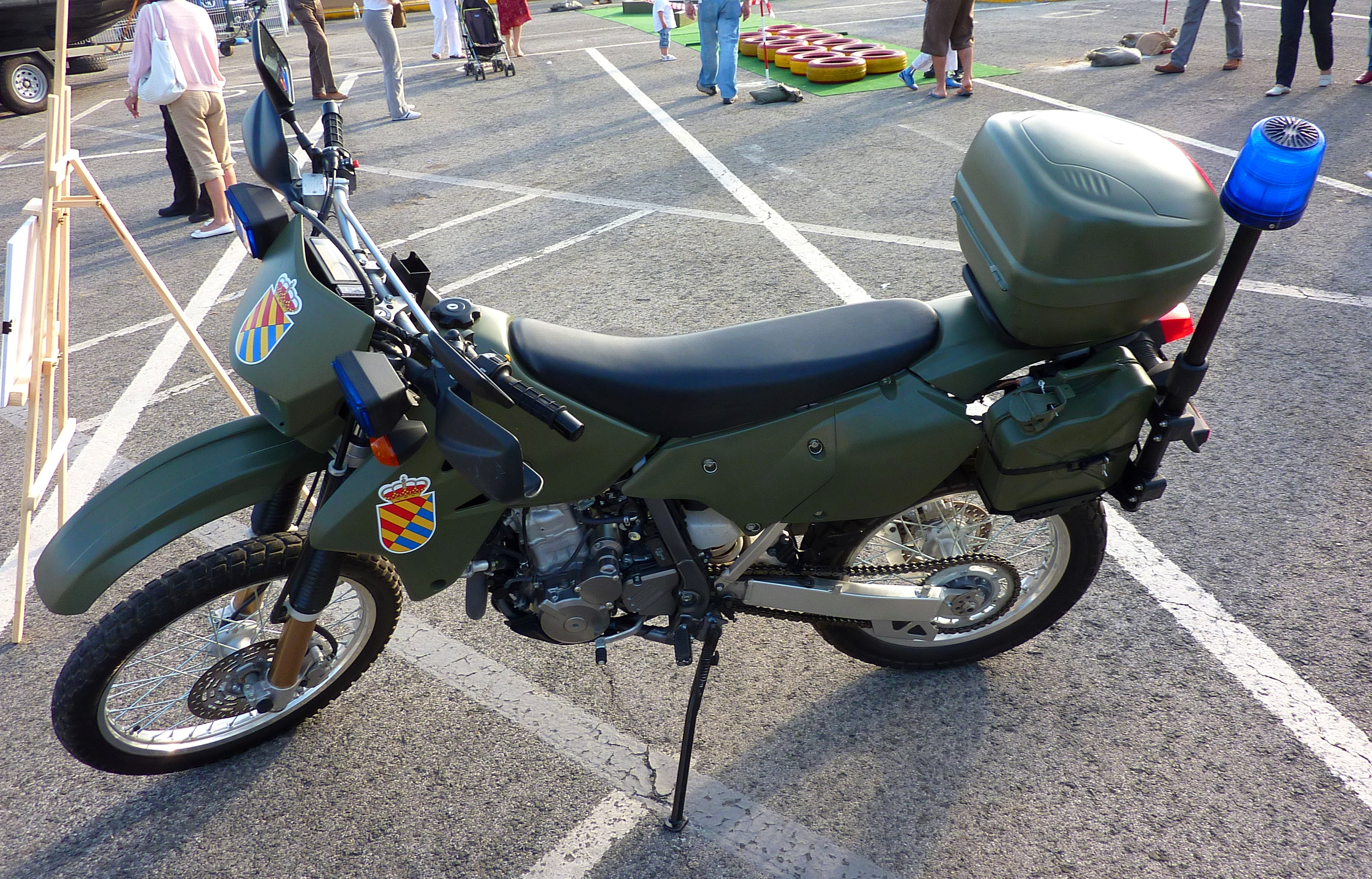
Suzuki DRZ 400 S
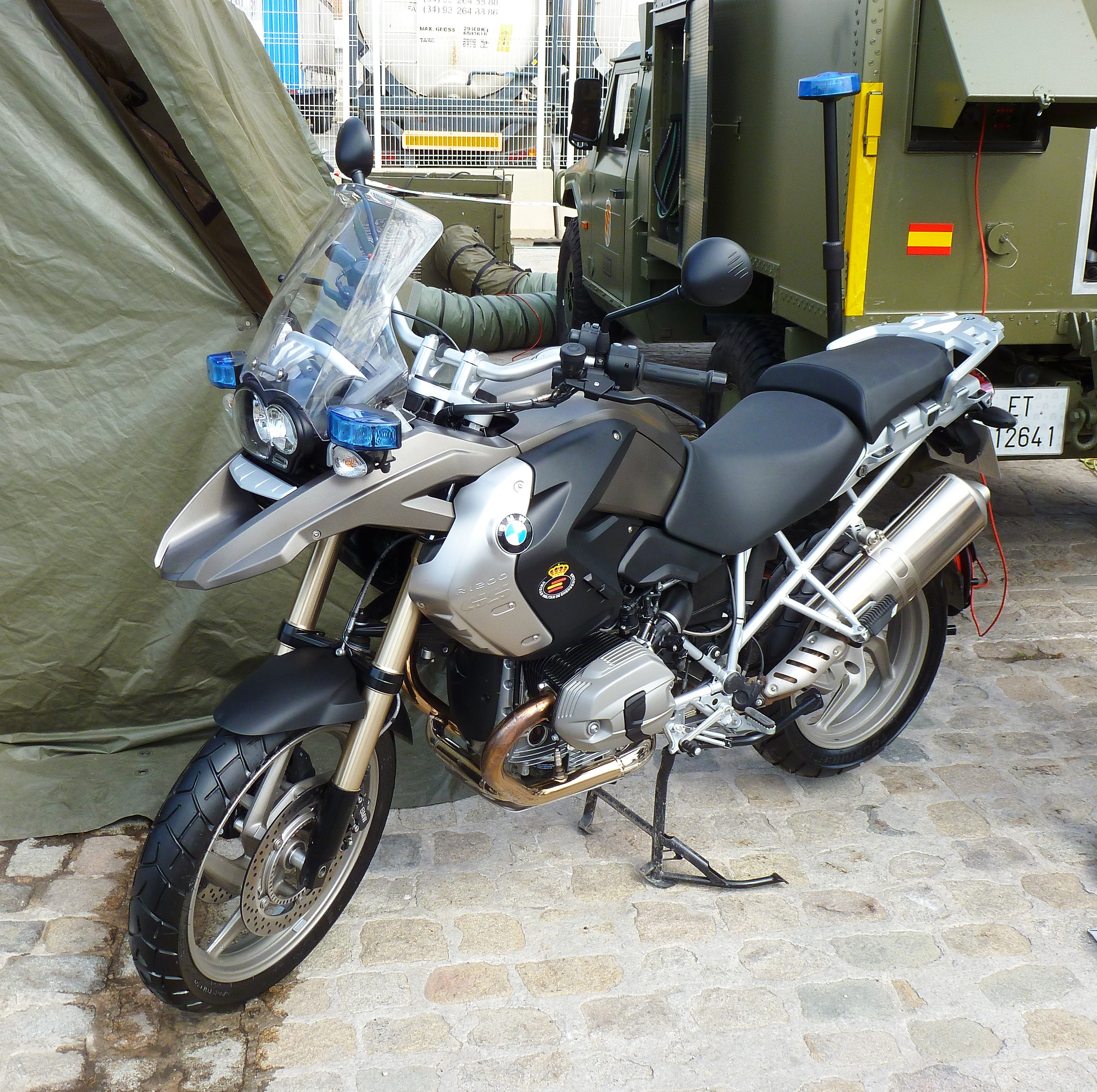
BMW R1200GS
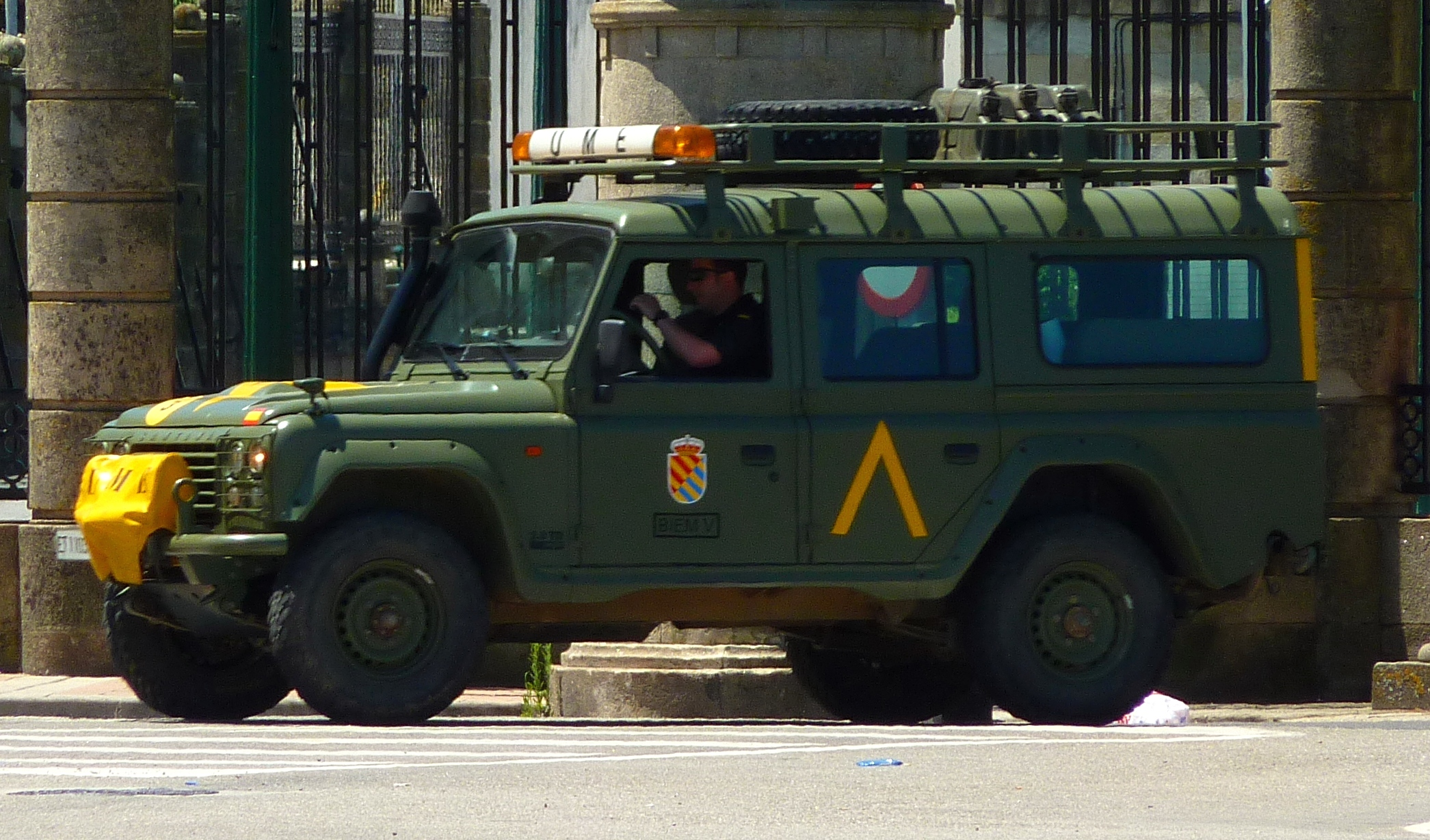
Aníbal
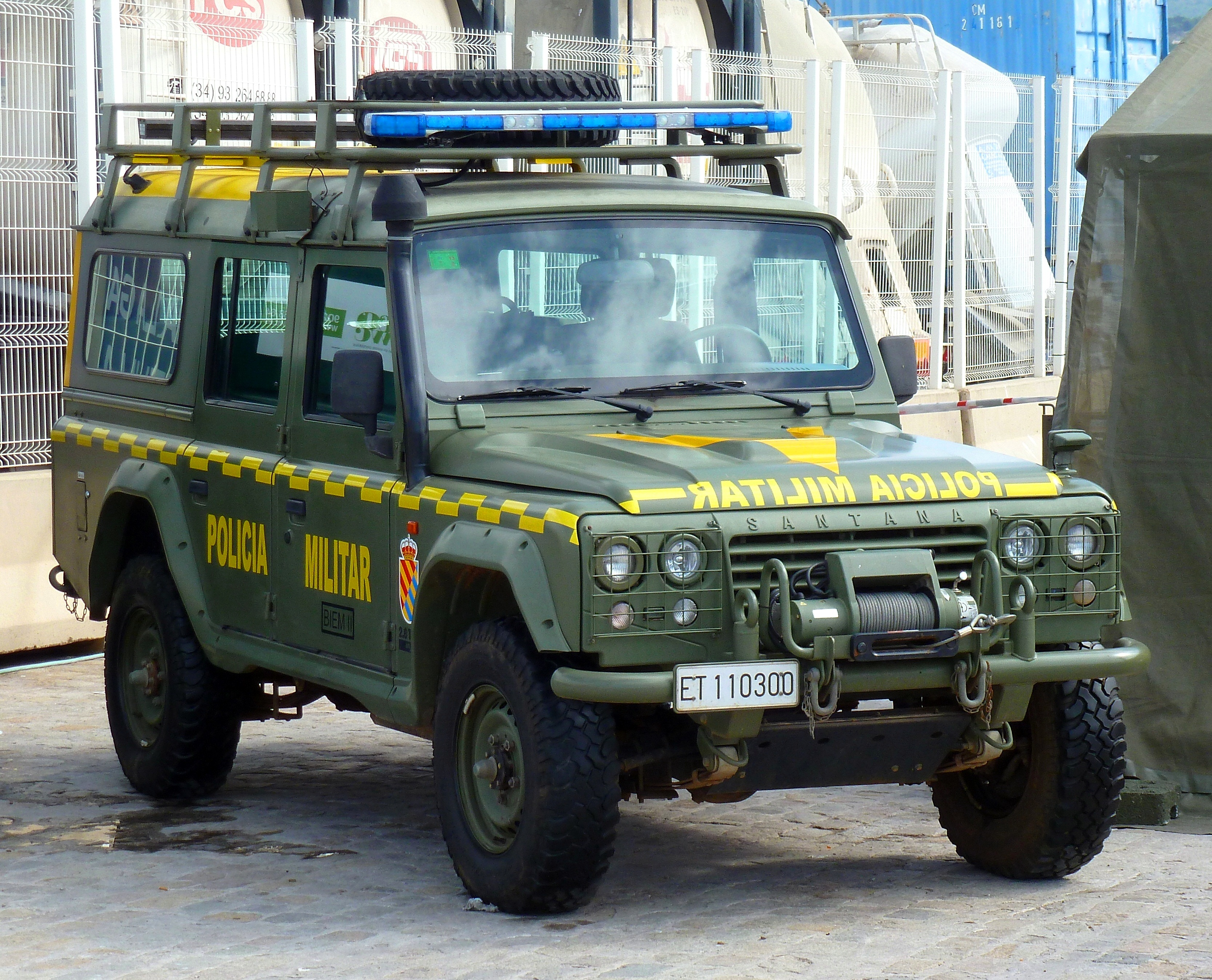
police militaire
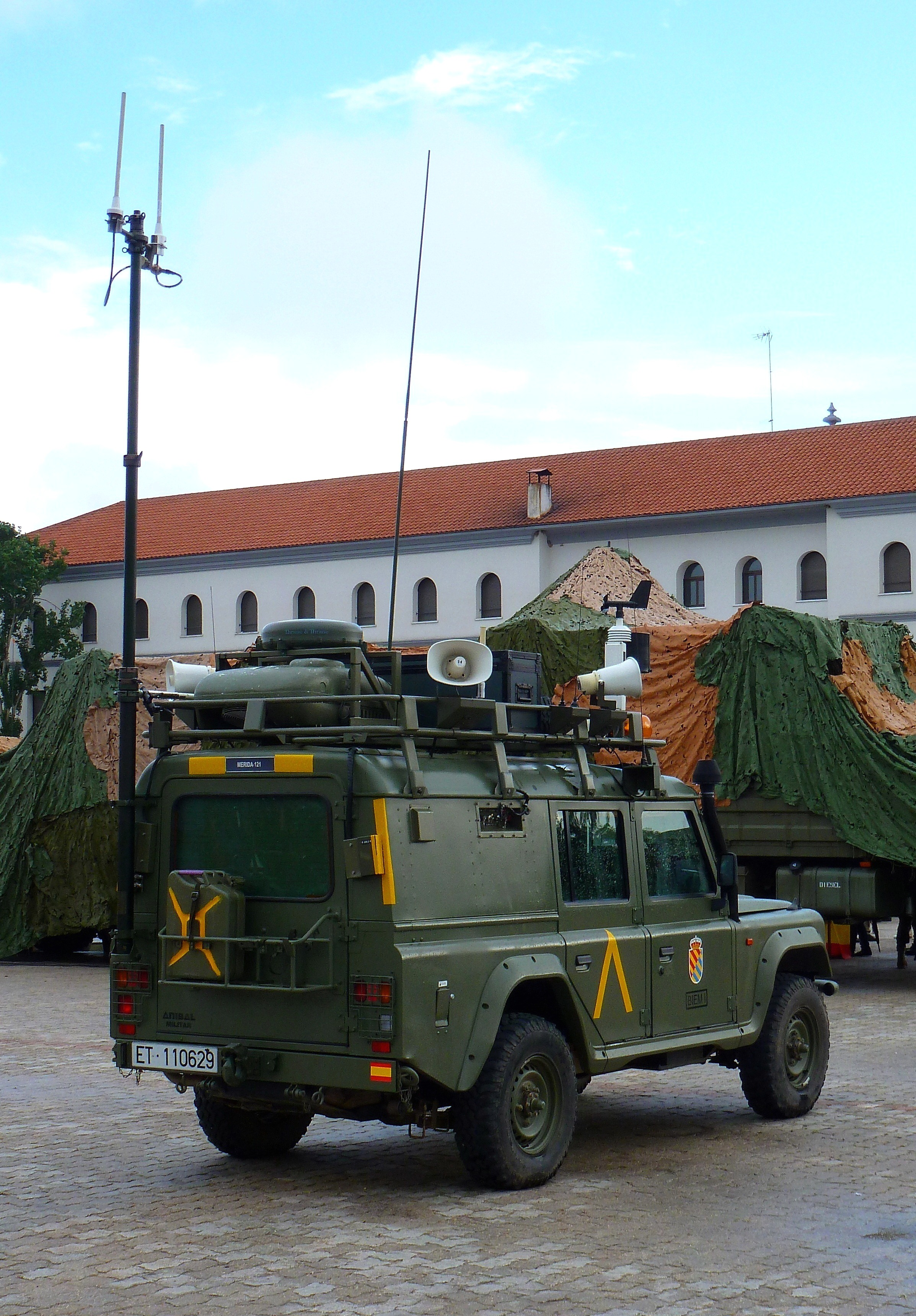
Véhicule de transmission Mérida
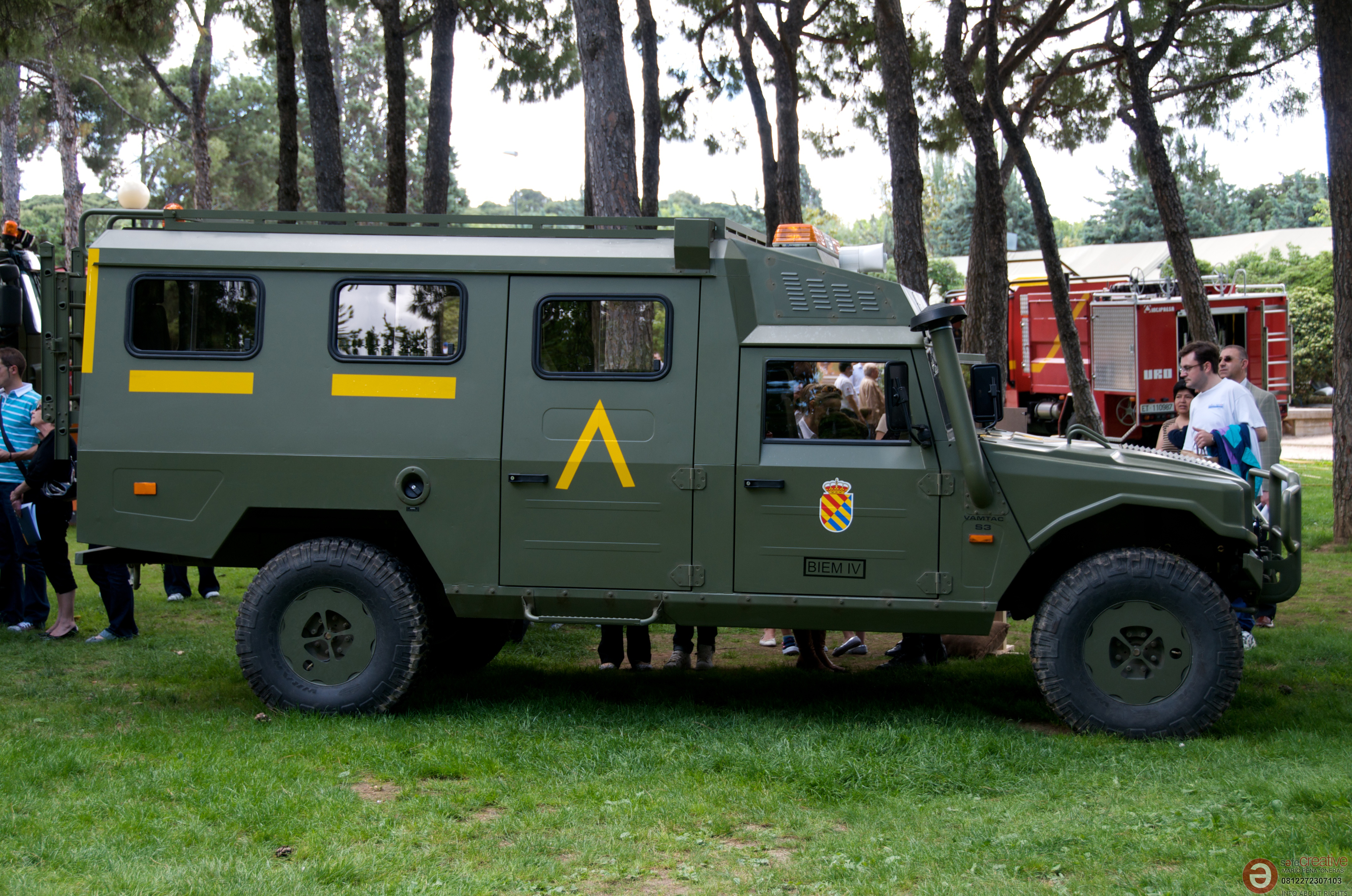
URO VAMTAC
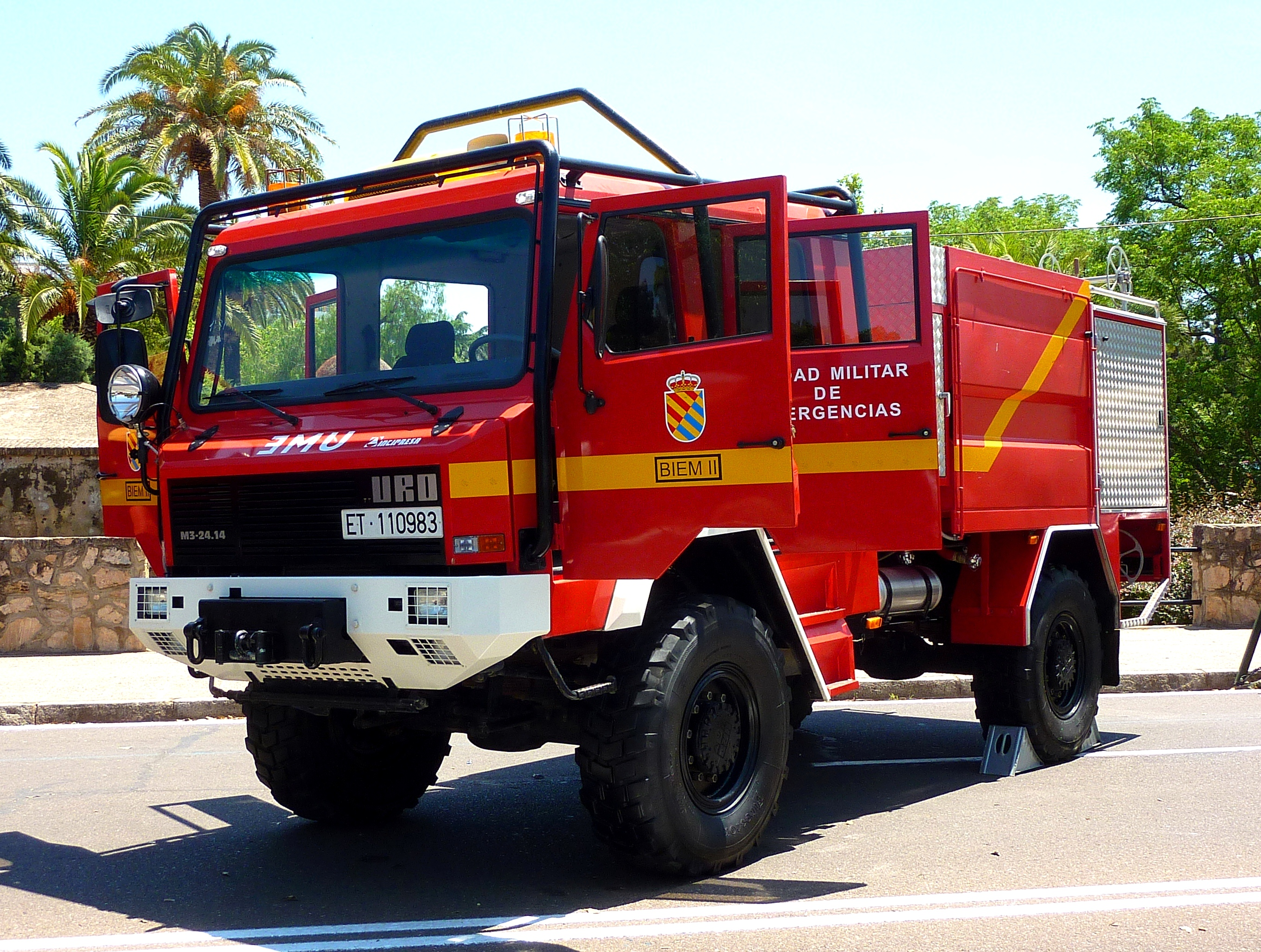
URO M3-24.14. based BFP 40-106 J-1884 firetruck
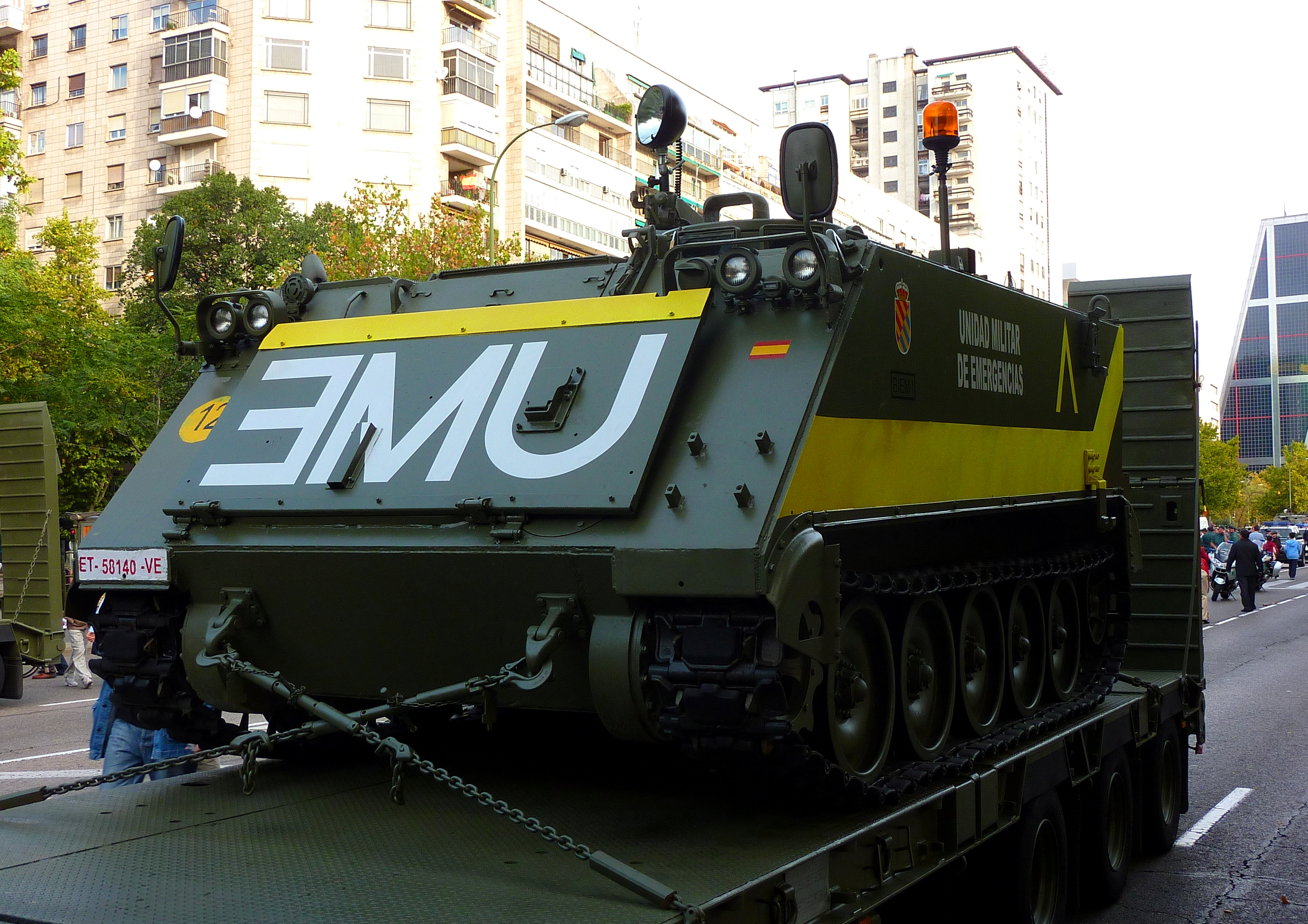
M-113 APC
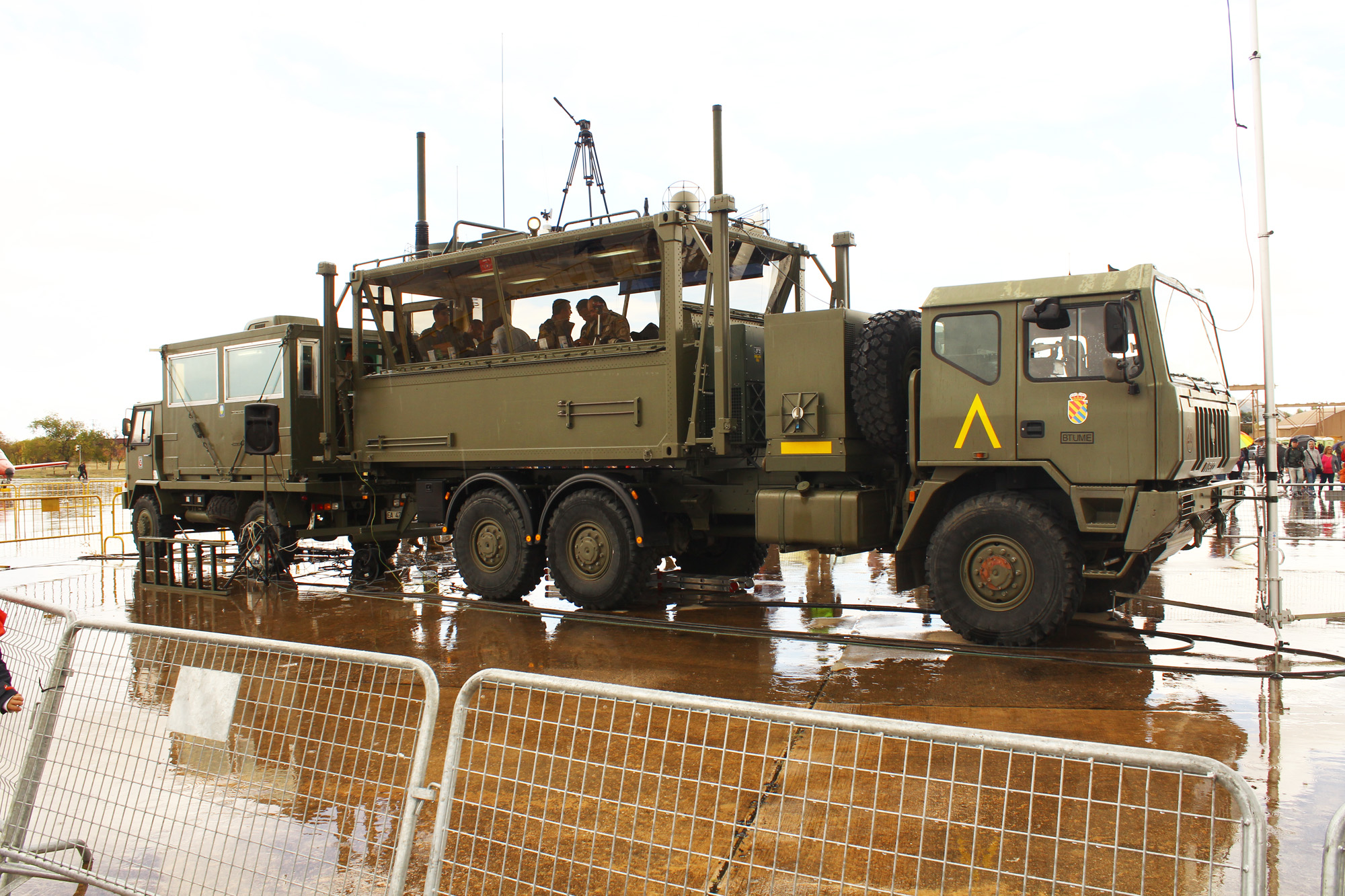
Véhicule poste de commandement
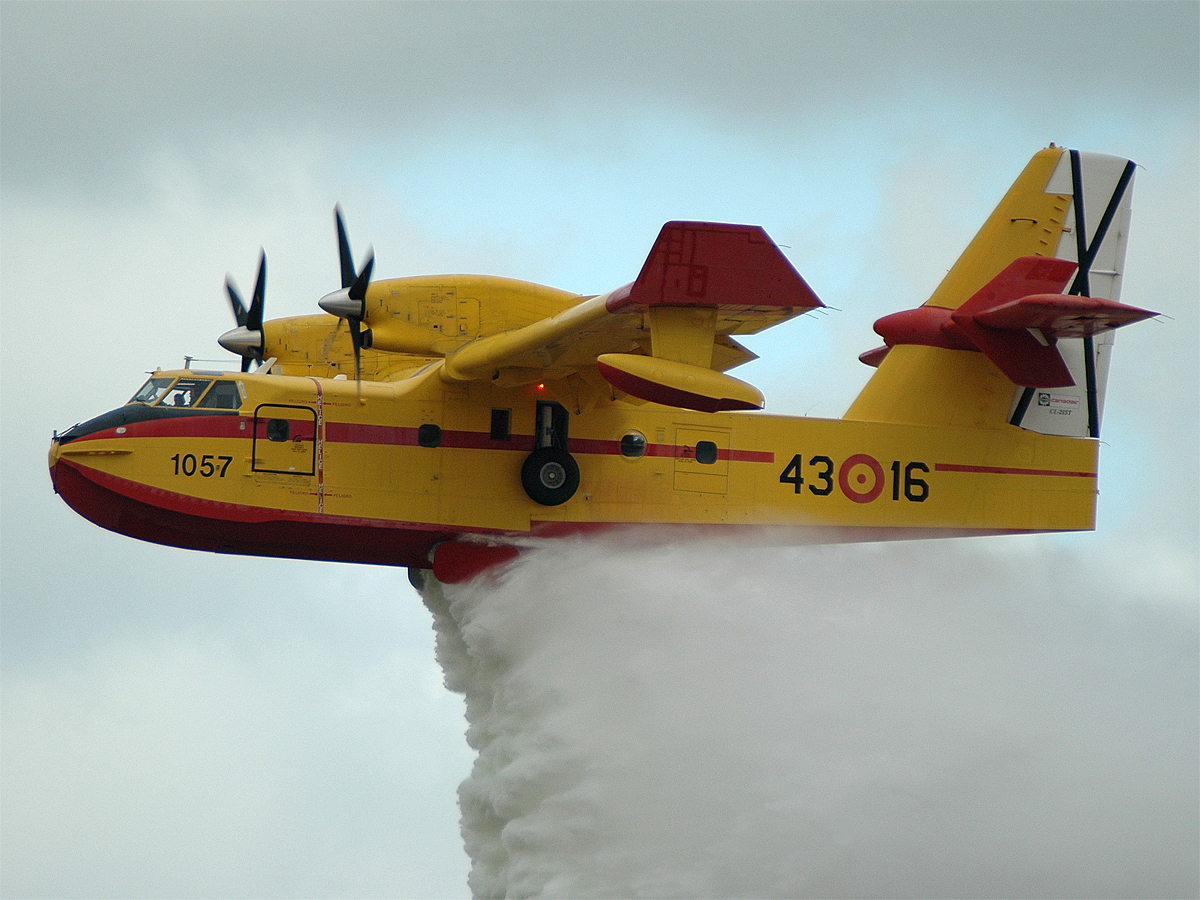
Canadair CL-215T
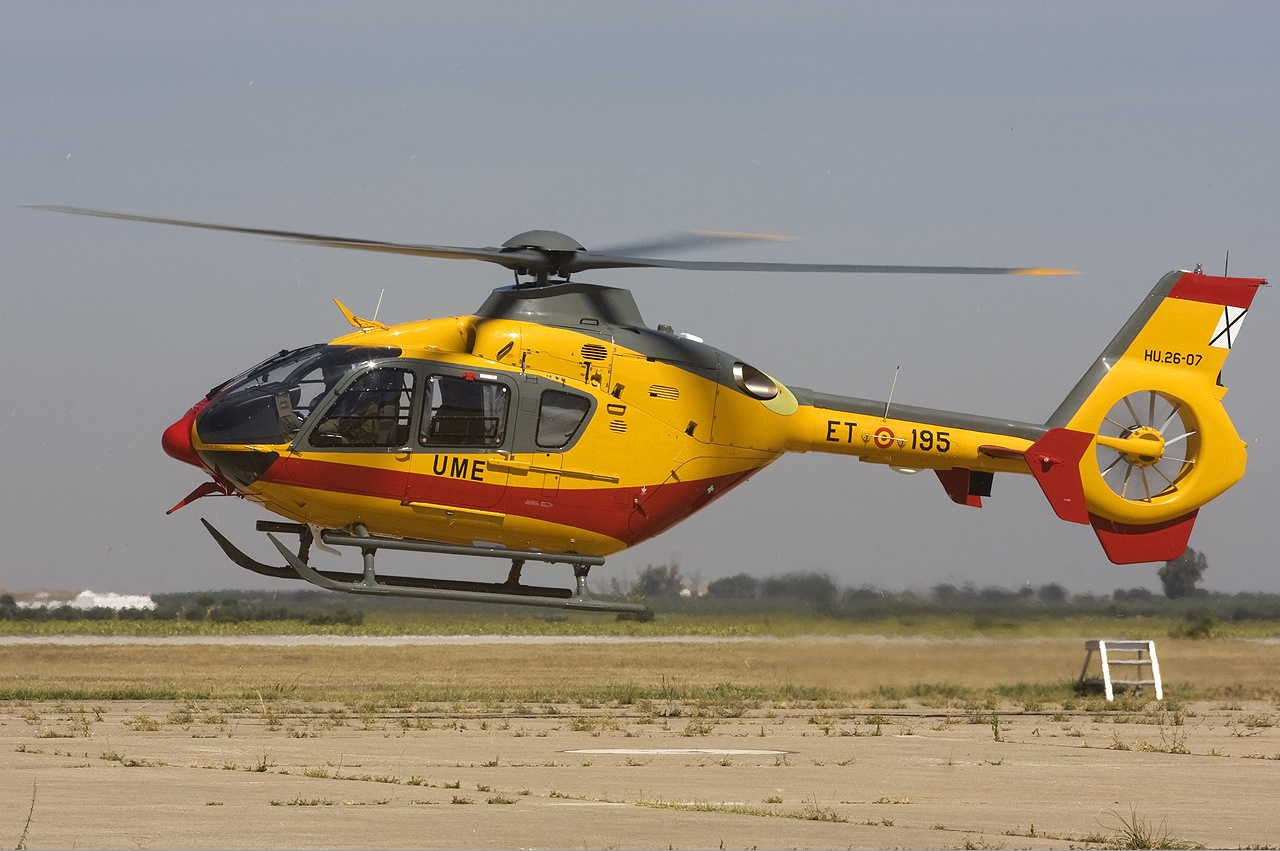
Eurocopter EC135T-2
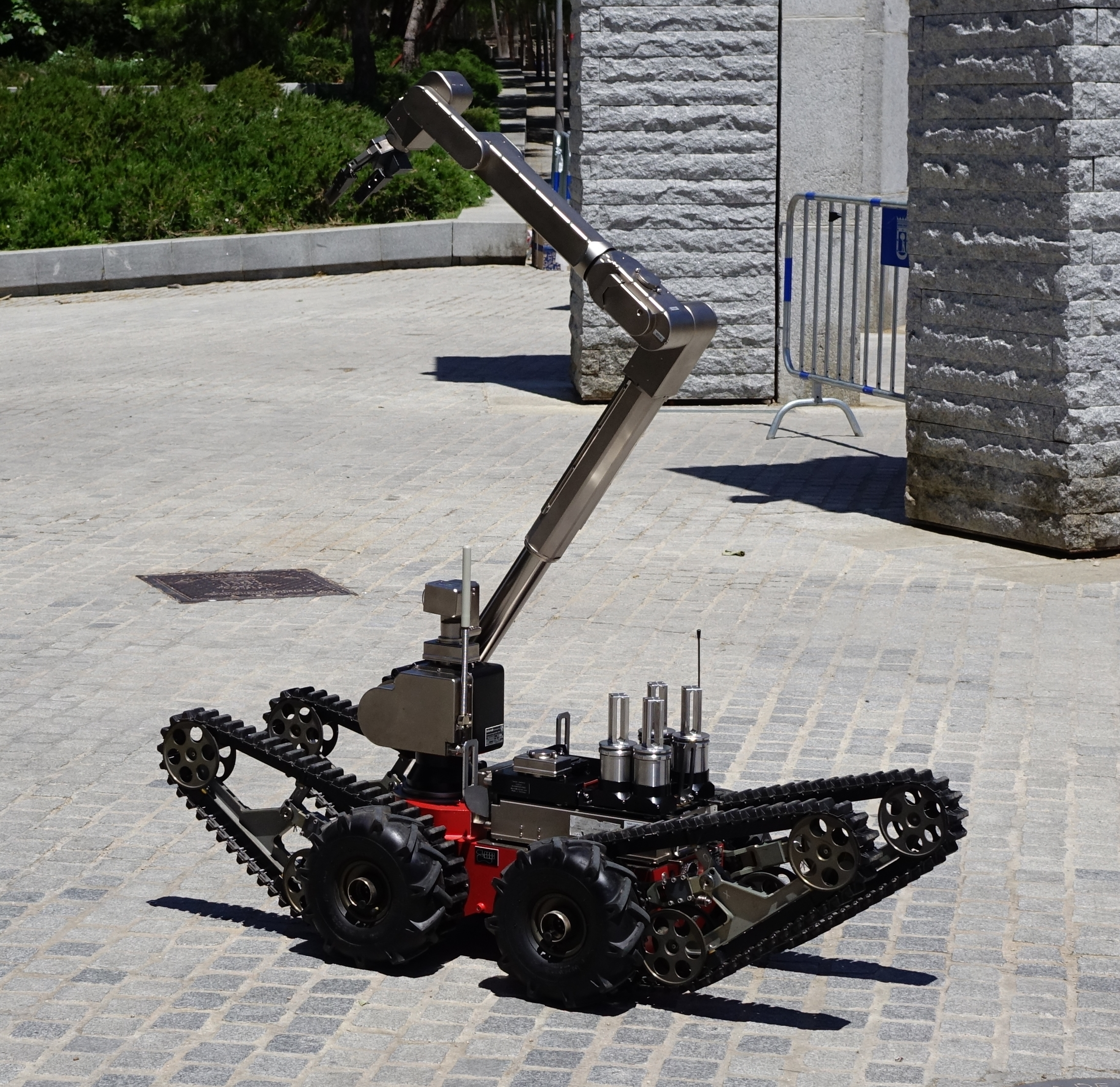
Drone terrestre de déminage Telerob Telemax
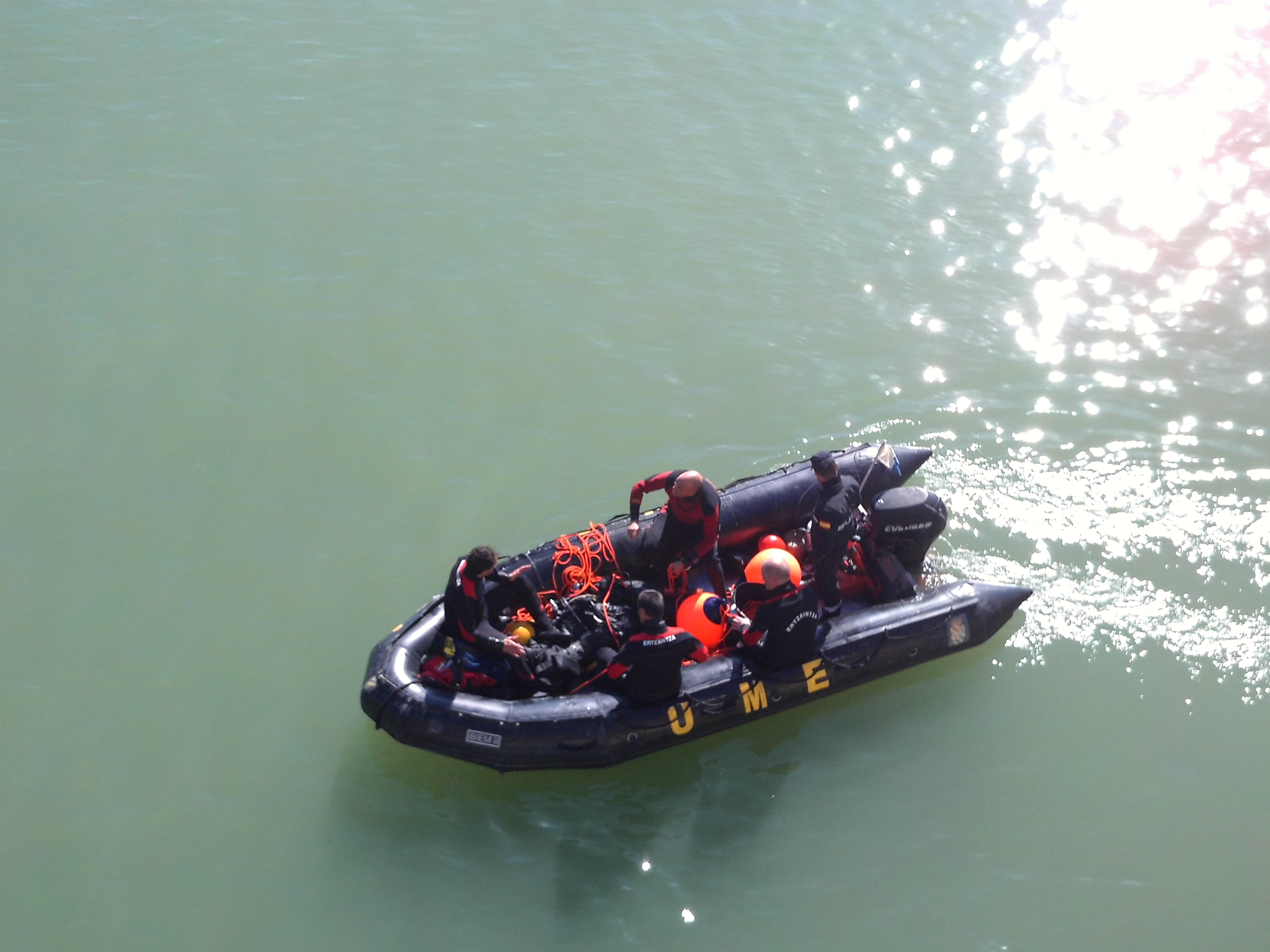
Zodiac Nautic